# Valangaiman
Valangaiman là một thị xã panchayat của quận Thiruvarur thuộc bang Tamil Nadu, Ấn Độ.

## Nhân khẩu
Theo điều tra dân số năm 2001 của Ấn Độ, Valangaiman có dân số 11.285 người. Phái nam chiếm 49% tổng số dân và phái nữ chiếm 51%. Valangaiman có tỷ lệ 68% biết đọc biết viết, cao hơn tỷ lệ trung bình toàn quốc là 59,5%: tỷ lệ cho phái nam là 73%, và tỷ lệ cho phái nữ là 63%. Tại Valangaiman, 10% dân số nhỏ hơn 6 tuổi.